# A BFC Siófok 2007–2008-as szezonja
A BFC Siófok 2007–2008-as szezonja szócikk a BFC Siófok első számú férfi labdarúgócsapatának egy szezonjáról szól, mely összességében a 15. idénye a csapatnak a magyar első osztályban. A csapat most került vissza az NB I-be. A klub fennállásának ekkor volt a 86. évfordulója.

## Mérkőzések
| Színmagyarázat | Színmagyarázat |
| -------------- | -------------- |
|                | Győzelem.      |
|                | Döntetlen.     |
|                | Vereség.       |

### Soproni Liga 2007–08

#### Őszi fordulók
| 1. forduló 2007. július 21. 19:00 |

| BFC Siófok                                                 | 2 – 4               | Újpest                                                            |
| ---------------------------------------------------------- | ------------------- | ----------------------------------------------------------------- |
| Tusori 3' Homonyik 21' 43' Gajda 13' Kuttor 77' László 77' | (2 – 0) Jegyzőkönyv | Foxi 51' Nagy 77' Rajczi 79' 90+6' Vaskó 43' Haman 90' Habi 90+4' |

| Révész Géza utcai stadion, Siófok Nézőszám: 10 000 Játékvezető: Szabó Zsolt (magyar) |

| 2. forduló 2007. július 28. 19:00 |

| Diósgyőr             | 0 – 3               | BFC Siófok                         |
| -------------------- | ------------------- | ---------------------------------- |
| Vitelki 20' Elek 60' | (0 – 1) Jegyzőkönyv | Kuttor 7' Fülöp 48' 65' Forgács 2' |

| DVTK-stadion, Miskolc Nézőszám: 3 000 Játékvezető: Szilasi Szabolcs (magyar) |

| 3. forduló 2007. augusztus 3. 19:00 |

| BFC Siófok               | 1 – 1               | Debreceni VSC                              |
| ------------------------ | ------------------- | ------------------------------------------ |
| Melczer 19' Homonyik 79' | (1 – 1) Jegyzőkönyv | Rudolf 35' 87' Csernyánszki 32' Bíró 90+3' |

| Révész Géza utcai stadion, Siófok Nézőszám: 2 500 Játékvezető: Bede Ferenc (magyar) |

| 4. forduló 2007. augusztus 11. 19:00 |

| BFC Siófok | 0 – 1               | Győri ETO             |
| ---------- | ------------------- | --------------------- |
| Fülöp 79'  | (0 – 0) Jegyzőkönyv | Stark 56' Nikolov 69' |

| Révész Géza utcai stadion, Siófok Nézőszám: 3 000 Játékvezető: Andó-Szabó Sándor (magyar) |

| 5. forduló 2007. augusztus 18. 19:00 |

| Zalaegerszegi TE | 2 – 0               | BFC Siófok            |
| ---------------- | ------------------- | --------------------- |
| Waltner 51' 68'  | (0 – 0) Jegyzőkönyv | Tusori 66' Eugène 89' |

| ZTE Aréna, Zalaegerszeg Nézőszám: 6 000 Játékvezető: Berger József (magyar) |

| 6. forduló 2007. augusztus 25. 19:00 |

| BFC Siófok                          | 1 – 1               | MTK Budapest                    |
| ----------------------------------- | ------------------- | ------------------------------- |
| Fülöp 27' Tusori 50' Miklósvári 65' | (1 – 0) Jegyzőkönyv | Kanta 68' (11-esből) Pollák 75' |

| Révész Géza utcai stadion, Siófok Nézőszám: 2 500 Játékvezető: Sápi Csaba (magyar) |

| 7. forduló 2007. szeptember 1. 19:00 |

| Kaposvári Rákóczi                                       | 4 – 3               | BFC Siófok                                    |
| ------------------------------------------------------- | ------------------- | --------------------------------------------- |
| André Alves 1' 40' Oláh 45' Vasiljević 69' 82' Grúz 84' | (3 – 1) Jegyzőkönyv | Kuttor 32' 39' Fülöp 48' 62' 18' Homonyik 88′ |

| Rákóczi Stadion, Kaposvár Nézőszám: 4 000 Játékvezető: Fábián Mihály (magyar) |

| 8. forduló 2007. szeptember 15. 18:00 |

| BFC Siófok                               | 1 – 2               | Budapest Honvéd                                         |
| ---------------------------------------- | ------------------- | ------------------------------------------------------- |
| Kanta 43' Tusori 9' Forgács 27' Nagy 70' | (1 – 0) Jegyzőkönyv | Palásthy 71' 90+1' Abass 72' Genito 85′ Ivancsics 90+2' |

| Révész Géza utcai stadion, Siófok Nézőszám: 3 500 Játékvezető: Solymosi Péter (magyar) |

| 9. forduló 2007. szeptember 24. 18:00 |

| Vasas            | 0 – 0               | BFC Siófok                 |
| ---------------- | ------------------- | -------------------------- |
| Unierzyski 90+1′ | (0 – 0) Jegyzőkönyv | Csopaki 74' Miklósvári 86' |

| Illovszky Rudolf Stadion, Budapest Nézőszám: 500 Játékvezető: Szabó Zsolt (magyar) |

| 10. forduló 2007. szeptember 29. 18:00 |

| BFC Siófok | 0 – 1               | Nyíregyháza Spartacus                           |
| ---------- | ------------------- | ----------------------------------------------- |
| Kuttor 47' | (0 – 1) Jegyzőkönyv | Szilágyi 12' Minczér 62' Lippai 78' Hegedűs 86' |

| Révész Géza utcai stadion, Siófok Nézőszám: 2 000 Játékvezető: Veizer Roland (magyar) |

| 11. forduló 2007. október 6. 15:00 |

| FC Tatabánya                            | 2 – 2               | BFC Siófok                        |
| --------------------------------------- | ------------------- | --------------------------------- |
| Hajdú 12' Sándor 60' Filó 7' Bernal 62' | (1 – 0) Jegyzőkönyv | Lakić 47' Fülöp 84' 73' Eugène 7' |

| Városi Stadion, Tatabánya Nézőszám: 500 Játékvezető: Bognár Tamás (magyar) |

| 12. forduló 2007. október 20. 18:00 |

| BFC Siófok | 1 – 0               | Rákospalotai EAC |
| ---------- | ------------------- | ---------------- |
| Kanta 78'  | (0 – 0) Jegyzőkönyv |                  |

| Révész Géza utcai stadion, Siófok Nézőszám: 1 200 Játékvezető: Sulyok Gergely (magyar) |

| 13. forduló 2007. november 3. 16:00 |

| FC Sopron                                          | 0 – 0               | BFC Siófok                                 |
| -------------------------------------------------- | ------------------- | ------------------------------------------ |
| Fehér 9' Györök 31' Pintér 37' Belić 59′ Deffo 86' | (0 – 0) Jegyzőkönyv | Homonyik 31' Nagy 50' Ambrus 51' Fülöp 63' |

| Káposztás utcai Stadion, Sopron Nézőszám: 1 800 Játékvezető: Szabó Zsolt (magyar) |

- A mérkőzést törölték és 3–0-val a BFC Siófoknak került jóváírásra.

| 14. forduló 2007. november 10. 16:00 |

| BFC Siófok | 1 – 0               | FC Fehérvár |
| ---------- | ------------------- | ----------- |
| Gajda 90'  | (0 – 0) Jegyzőkönyv | Horváth 37' |

| Révész Géza utcai stadion, Siófok Nézőszám: 1 200 Játékvezető: Berger József (magyar) |

| 15. forduló 2007. november 24. 13:00 |

| Paksi FC                    | 1 – 1               | BFC Siófok              |
| --------------------------- | ------------------- | ----------------------- |
| Tököli 57' 87' Molnár 90+2' | (0 – 0) Jegyzőkönyv | Kanta 56' Forgács 90+1' |

| Fehérvári úti stadion, Paks Nézőszám: 1 000 Játékvezető: Bede Ferenc (magyar) |

#### Tavaszi fordulók
| 16. forduló 2008. február 23. 15:00 |

| Újpest                        | 3 – 0               | BFC Siófok |
| ----------------------------- | ------------------- | ---------- |
| Dourandi 13' 55' Moldovan 84' | (1 – 0) Jegyzőkönyv | Sütő 81′   |

| Szusza Ferenc Stadion, Budapest Nézőszám: 4 594 Játékvezető: Fábián Mihály (magyar) |

| 17. forduló 2008. március 1. 16:00 |

| BFC Siófok                                                        | 4 – 0               | Diósgyőr                 |
| ----------------------------------------------------------------- | ------------------- | ------------------------ |
| Magasföldi 25' 64' Bonifert 75' Melczer 89' (11-esből) Tusori 27' | (1 – 0) Jegyzőkönyv | Pintér 45′ Mogyorósi 67' |

| Révész Géza utcai stadion, Siófok Nézőszám: 500 Játékvezető: Andó-Szabó Sándor (magyar) |

| 18. forduló 2008. március 10. 18:00 |

| Debreceni VSC                                | 2 – 0               | BFC Siófok |
| -------------------------------------------- | ------------------- | ---------- |
| Kouemaha 27' 49' Czvitkovics 67' Leandro 32' | (1 – 0) Jegyzőkönyv | Nagy 33'   |

| Oláh Gábor utcai stadion, Debrecen Nézőszám: 4 500 Játékvezető: Berger József (magyar) |

| 19. forduló 2008. március 15. 14:30 |

| Győri ETO                                                     | 4 – 1               | BFC Siófok  |
| ------------------------------------------------------------- | ------------------- | ----------- |
| Völgyi 26' 32' Dudás 52' Koltai 65' Brnović 90+2' Nikolov 57' | (1 – 0) Jegyzőkönyv | Csopaki 53' |

| ETO Park, Győr Nézőszám: 4 000 Játékvezető: Sápi Csaba (magyar) |

| 20. forduló 2008. március 22. 16:00 |

| BFC Siófok     | 1 – 1               | Zalaegerszegi TE                    |
| -------------- | ------------------- | ----------------------------------- |
| Magasföldi 85' | (0 – 0) Jegyzőkönyv | Waltner 71' Máté 49' Miljatovič 80' |

| Révész Géza utcai stadion, Siófok Nézőszám: 800 Játékvezető: Iványi Zoltán (magyar) |

| 21. forduló 2008. március 29. 15:00 |

| MTK Budapest               | 3 – 0               | BFC Siófok         |
| -------------------------- | ------------------- | ------------------ |
| Urbán 23' 77' Lambulić 56' | (1 – 0) Jegyzőkönyv | Csóka 63' Sütő 89' |

| Hidegkuti Nándor Stadion, Budapest Nézőszám: 1 000 Játékvezető: Szilasi Szabolcs (magyar) |

| 22. forduló 2008. április 5. 19:00 |

| BFC Siófok     | 0 – 2               | Kaposvári Rákóczi                          |
| -------------- | ------------------- | ------------------------------------------ |
| Magasföldi 37' | (0 – 1) Jegyzőkönyv | Oláh 41' Grúz 86' Szakály 66' Graszl 90+1' |

| Révész Géza utcai stadion, Siófok Nézőszám: 1 200 Játékvezető: Németh Ádám (magyar) |

| 23. forduló 2008. április 12. 19:00 |

| Budapest Honvéd                               | 1 – 1               | BFC Siófok                             |
| --------------------------------------------- | ------------------- | -------------------------------------- |
| Abass 81' Takács 37' Hercegfalvi 70' Koós 79' | (0 – 1) Jegyzőkönyv | Miklósvári 4' Hegedűs 72' Homonyik 83' |

| Bozsik József Stadion, Budapest Nézőszám: 1 500 Játékvezető: Kassai Viktor (magyar) |

| 24. forduló 2008. április 19. 19:00 |

| BFC Siófok                                               | 1 – 3               | Vasas                                                          |
| -------------------------------------------------------- | ------------------- | -------------------------------------------------------------- |
| Gajda 72' Sütő 27' Ambrus 76′ Forgács 78' Magasföldi 88' | (0 – 2) Jegyzőkönyv | Németh N. 1' (11-esből) 13' Lázok 77' (11-esből) Németh G. 72' |

| Révész Géza utcai stadion, Siófok Nézőszám: 300 Játékvezető: Király Krisztián (magyar) |

| 25. forduló 2008. április 26. 19:00 |

| Nyíregyháza Spartacus   | 2 – 0               | BFC Siófok  |
| ----------------------- | ------------------- | ----------- |
| Dosso 10' Miskolczi 42' | (2 – 0) Jegyzőkönyv | Forgács 65' |

| Nyíregyháza Városi Stadion, Nyíregyháza Nézőszám: 3 000 Játékvezető: Iványi Zoltán (magyar) |

| 26. forduló 2008. május 3. 19:00 |

| BFC Siófok                                 | 3 – 0               | FC Tatabánya           |
| ------------------------------------------ | ------------------- | ---------------------- |
| Bonifert 29' Magasföldi 34' 78' (11-esből) | (2 – 0) Jegyzőkönyv | Megyesi 59' Vámosi 77' |

| Révész Géza utcai stadion, Siófok Nézőszám: 600 Játékvezető: Veizer Roland (magyar) |

| 27. forduló 2008. május 10. 19:00 |

| Soproni REAC                                       | 4 – 2               | BFC Siófok                                |
| -------------------------------------------------- | ------------------- | ----------------------------------------- |
| Somorjai 1' Torma 45' 52' 64' Horváth 55' Zana 71' | (2 – 0) Jegyzőkönyv | Melczer 48' Magasföldi 76' 86' László 85' |

| Sopron Nézőszám: 1 000 Játékvezető: Solymosi Péter (magyar) |

| 28. forduló 2008. május 17. |

| BFC Siófok | 3 – 0               | FC Sopron |
| ---------- | ------------------- | --------- |
|            | (0 – 0) Jegyzőkönyv |           |

| Révész Géza utcai stadion, Siófok |

- A mérkőzést törölték és 3–0-val a BFC Siófoknak került jóváírásra.

| 29. forduló 2008. május 25. 18:00 |

| FC Fehérvár                                         | 1 – 0               | BFC Siófok                      |
| --------------------------------------------------- | ------------------- | ------------------------------- |
| Nagy 76' Farkas 23' Koller 48' Mohl 51′ Sitku 90+2' | (0 – 0) Jegyzőkönyv | László 29' Sütő 64' Forgács 70' |

| Sóstói Stadion, Székesfehérvár Nézőszám: 2 500 Játékvezető: Kassai Viktor (magyar) |

| 30. forduló 2008. június 1. 19:00 |

| BFC Siófok                 | 1 – 1               | Paksi FC                      |
| -------------------------- | ------------------- | ----------------------------- |
| Melczer 36' Miklósvári 57' | (1 – 1) Jegyzőkönyv | Tamási 30' Hanák 75' Böde 90' |

| Révész Géza utcai stadion, Siófok Nézőszám: 500 Játékvezető: Fábián Mihály (magyar) |

#### A bajnokság végeredménye
|    | Csapat                | Játszott | Gy | D  | V  | LG | KG | GK  | Pont |
| -- | --------------------- | -------- | -- | -- | -- | -- | -- | --- | ---- |
| 1  | MTK Budapest          | 30       | 20 | 6  | 4  | 65 | 22 | +43 | 66   |
| 2  | Debreceni VSC         | 30       | 19 | 7  | 4  | 67 | 27 | +40 | 64   |
| 3  | Győri ETO             | 30       | 17 | 9  | 4  | 66 | 34 | +32 | 60   |
| 4  | Újpest                | 30       | 16 | 7  | 7  | 57 | 40 | +17 | 55   |
| 5  | FC Fehérvár           | 30       | 17 | 3  | 10 | 48 | 32 | +16 | 54   |
| 6  | Kaposvári Rákóczi     | 30       | 15 | 8  | 7  | 50 | 37 | +13 | 53   |
| 7  | Zalaegerszegi TE      | 30       | 13 | 7  | 10 | 55 | 39 | +15 | 46   |
| 8  | Budapest Honvéd       | 30       | 12 | 7  | 11 | 45 | 36 | +11 | 43   |
| 9  | Nyíregyháza Spartacus | 30       | 12 | 6  | 12 | 36 | 36 | 0   | 42   |
| 10 | Vasas                 | 30       | 12 | 5  | 13 | 42 | 45 | –3  | 41   |
| 11 | Paksi FC              | 30       | 10 | 9  | 11 | 53 | 50 | +3  | 39   |
| 12 | Rákospalotai EAC      | 30       | 8  | 9  | 13 | 44 | 58 | –14 | 33   |
| 13 | BFC Siófok            | 30       | 7  | 8  | 15 | 36 | 46 | –10 | 29   |
| 14 | Diósgyőr              | 30       | 5  | 13 | 12 | 45 | 63 | –18 | 28   |
| 15 | FC Tatabánya¹         | 30       | 3  | 4  | 23 | 37 | 92 | –55 | 13   |
| 16 | FC Sopron²            | törölve  |    |    |    |    |    |     |      |

* Gy: Győzelem D: Döntetlen V: Vereség LG: Lőtt gól KG: Kapott gól GK: Gólkülönbség
|  | A Bajnokok Ligája selejtezőjének második körébe jut     |
|  | Az UEFA-kupa selejtezőjének első fordulójába jut        |
|  | UEFA Intertotó Kupa selejtezőjének első fordulójába jut |
|  | Kiesők                                                  |

¹Az FC Tatabánya a 2008/09-es bajnokságra nem kért licencet.

²Jogerős licencmegvonás, és így kizárva a bajnokságból.

#### Az eredmények összesítése
Az alábbi táblázatban összesítve szerepelnek a BFC Siófok 2007/08-as bajnokságban elért eredményei.
| Ősz/tavasz (forduló)    | Otthon | Otthon | Otthon | Otthon | Otthon | Otthon | Otthon | Idegenben | Idegenben | Idegenben | Idegenben | Idegenben | Idegenben | Idegenben |
| Ősz/tavasz (forduló)    | M      | GY     | D      | V      | LG–KG  | GK     | P      | M         | GY        | D         | V         | LG–KG     | GK        | P         |
| ----------------------- | ------ | ------ | ------ | ------ | ------ | ------ | ------ | --------- | --------- | --------- | --------- | --------- | --------- | --------- |
| Őszi szezon (1–15.)     | 8      | 2      | 1      | 4      | 7–10   | –3     | 7      | 7         | 2         | 4         | 1         | 12–9      | +3        | 10        |
| Tavaszi szezon (16–30.) | 7      | 3      | 2      | 2      | 13–7   | +6     | 11     | 8         | 0         | 1         | 7         | 4–20      | –16       | 1         |
| Összesen (1–30.)        | 15     | 5      | 3      | 6      | 20–17  | +3     | 18     | 15        | 2         | 5         | 8         | 16–29     | –13       | 11        |

#### Helyezések fordulónként
| Forduló  | 1  | 2  | 3 | 4  | 5  | 6  | 7  | 8  | 9  | 10 | 11 | 12 | 13 | 14 | 15 | 16 | 17 | 18 | 19 | 20 | 21 | 22 | 23 | 24 | 25 | 26 | 27 | 28 | 29 | 30 |
| -------- | -- | -- | - | -- | -- | -- | -- | -- | -- | -- | -- | -- | -- | -- | -- | -- | -- | -- | -- | -- | -- | -- | -- | -- | -- | -- | -- | -- | -- | -- |
| Helyszín | O  | I  | O | O  | I  | O  | I  | O  | I  | O  | I  | O  | I  | O  | I  | I  | O  | I  | I  | O  | I  | O  | I  | O  | I  | O  | I  | O  | I  | O  |
| Eredmény | V  | GY | D | V  | V  | D  | D  | V  | D  | V  | D  | GY | GY | GY | D  | V  | GY | V  | V  | D  | V  | V  | D  | V  | V  | GY | V  | GY | V  | D  |
| Helyezés | 11 | 7  | 9 | 11 | 12 | 12 | 13 | 13 | 13 | 13 | 14 | 14 | 14 | 10 | 10 | 12 | 11 | 11 | 11 | 11 | 14 | 14 | 14 | 14 | 14 | 14 | 14 | 14 | 14 | 14 |

Helyszín: O = Otthon; I = Idegenben. Eredmény: GY = Győzelem; D = Döntetlen; V = Vereség.

### Magyar kupa
| 3. forduló 2007. augusztus 29. 16:30 |

| Szekszárdi UFC            | 2 – 2               | BFC Siófok                  |
| ------------------------- | ------------------- | --------------------------- |
| Hencz 62' Csóti 90+1' 47' | (0 – 2) Jegyzőkönyv | Melczer 29' 90' Forgács 33' |

| Szekszárd Játékvezető: Oláh Gábor (magyar) |

- Az alacsonyabb osztályban szereplő Szekszárd jutott tovább.

### Ligakupa

#### Őszi csoportkör (B csoport)
| 1. forduló 2007. augusztus 15. 19:00 |

| BFC Siófok                  | 1 – 1               | Rákospalotai EAC                |
| --------------------------- | ------------------- | ------------------------------- |
| Homonyik 68' Miklósvári 87' | (0 – 0) Jegyzőkönyv | Kiss 89' Kovács 24' Horváth 51' |

| Révész Géza utcai stadion, Siófok Játékvezető: Veizer Roland (magyar) |

| 2. forduló 2007. augusztus 23. 20:30 |

| Zalaegerszegi TE                                           | 4 – 0               | BFC Siófok          |
| ---------------------------------------------------------- | ------------------- | ------------------- |
| Balázs 26' Molnár 67' Majoros 70' Horváth 79' 61' Sági 90' | (1 – 0) Jegyzőkönyv | Sütő 57' Kozmor 74' |

| ZTE Aréna, Zalaegerszeg Nézőszám: 800 Játékvezető: Solymosi Péter (magyar) |

| 3. forduló 2007. szeptember 9. 19:00 |

| Kaposvári Rákóczi     | 1 – 2               | BFC Siófok                                 |
| --------------------- | ------------------- | ------------------------------------------ |
| Balogh 79' Graszl 57' | (0 – 1) Jegyzőkönyv | Lipcsei 16' Fülöp 73' Kanta 43' László 89' |

| Rákóczi Stadion, Kaposvár Játékvezető: Szilasi Szabolcs (magyar) |

| 4. forduló 2007. szeptember 19. 16:30 |

| BFC Siófok                                  | 4 – 1               | Kaposvári Rákóczi       |
| ------------------------------------------- | ------------------- | ----------------------- |
| Fülöp 16' Homonyik 28' Kanta 55' László 70' | (2 – 1) Jegyzőkönyv | Reszli 40' Tonković 56' |

| Révész Géza utcai stadion, Siófok Játékvezető: Pintér Csaba (magyar) |

| 5. forduló 2007. október 3. 15:00 |

| Rákospalotai EAC                      | 2 – 0               | BFC Siófok                            |
| ------------------------------------- | ------------------- | ------------------------------------- |
| Nagy 10' 45' Matondo 46' 46' Rása 43' | (1 – 0) Jegyzőkönyv | Köntös 55' Csopaki 78' Miklósvári 90' |

| Budai II László Stadion, Budapest Játékvezető: Bede Ferenc (magyar) |

| 6. forduló 2007. október 10. 15:00 |

| BFC Siófok                             | 2 – 3               | Zalaegerszegi TE                                       |
| -------------------------------------- | ------------------- | ------------------------------------------------------ |
| Fülöp 78' 84' Forgács 23' Homonyik 63' | (0 – 1) Jegyzőkönyv | Sági 14' Simonfalvi 70' Balázs 86' Botis 54' Fülöp 82' |

| Révész Géza utcai stadion, Siófok Nézőszám: 100 Játékvezető: Erdős József (magyar) |

#### A B csoport végeredménye
| Csapat            | M | Gy | D | V | G+ | G– | Gk  | P  |
| ----------------- | - | -- | - | - | -- | -- | --- | -- |
| Zalaegerszegi TE  | 6 | 5  | 1 | 0 | 18 | 7  | +11 | 16 |
| REAC              | 6 | 2  | 2 | 2 | 14 | 12 | +2  | 8  |
| BFC Siófok        | 6 | 2  | 1 | 3 | 9  | 12 | –3  | 7  |
| Kaposvári Rákóczi | 6 | 0  | 2 | 4 | 6  | 16 | –10 | 2  |

#### Tavaszi csoportkör (B csoport)
| 1. forduló 2007. december 1. 13:00 |

| BFC Siófok             | 1 – 2               | Kaposvári Rákóczi                                             |
| ---------------------- | ------------------- | ------------------------------------------------------------- |
| Forgács 40' Tusori 56' | (1 – 0) Jegyzőkönyv | Leandro 48' Szakály 60' Pintér 60' André Alves 76' Šuljić 86' |

| Kaposvár Játékvezető: Bognár Tamás (magyar) |

| 2. forduló 2007. december 5. 14:00 |

| FC Fehérvár              | 2 – 5               | BFC Siófok                                            |
| ------------------------ | ------------------- | ----------------------------------------------------- |
| Disztl 39' 49' Sötét 76' | (1 – 3) Jegyzőkönyv | Gajda 3' Kanta 17' Miklósvári 23' 75' 61' Melczer 72' |

| Sóstói Stadion, Székesfehérvár Játékvezető: Szilasi Szabolcs (magyar) |

| 3. forduló 2007. december 8. 11:00 |

| BFC Siófok                                          | 4 – 2               | Paksi FC                                                        |
| --------------------------------------------------- | ------------------- | --------------------------------------------------------------- |
| Fülöp 24' Kozmor 67' Molnár 79' (öngól) Csopaki 85' | (1 – 2) Jegyzőkönyv | Heffler 14' 52' Kiss 28' Báló 22' Molnár 23' Böde 59' Szabó 65' |

| Sóstói Stadion, Székesfehérvár Játékvezető: Iványi Zoltán (magyar) |

| 4. forduló 2008. február 16. 14:00 |

| Paksi FC                           | 3 – 0               | BFC Siófok |
| ---------------------------------- | ------------------- | ---------- |
| Kiss 13' Balaskó 36' Belényesi 90' | (2 – 0) Jegyzőkönyv |            |

| Fehérvári úti stadion, Paks Játékvezető: Vad II. István (magyar) |

| 5. forduló 2008. február 20. 14:00 |

| Kaposvári Rákóczi | 2 – 1               | BFC Siófok  |
| ----------------- | ------------------- | ----------- |
| Nikolics 29' 38'  | (2 – 0) Jegyzőkönyv | Forgács 89' |

| Kaposvár Játékvezető: Németh Ádám (magyar) |

| 6. forduló 2008. február 27. 14:00 |

| BFC Siófok                                                      | 4 – 2               | FC Fehérvár                           |
| --------------------------------------------------------------- | ------------------- | ------------------------------------- |
| Sütő 9' Gajda 22' Magasföldi 34' Miklósvári 66' 83' Popovic 62' | (3 – 0) Jegyzőkönyv | Csobánki 61' 81' Fejes 9' Konecny 71' |

| Révész Géza utcai stadion, Siófok Játékvezető: Pintér Csaba (magyar) |

#### A B csoport végeredménye
| Csapat            | M | Gy | D | V | G+ | G– | Gk | P  |
| ----------------- | - | -- | - | - | -- | -- | -- | -- |
| Paks              | 6 | 5  | 0 | 1 | 16 | 10 | +6 | 15 |
| BFC Siófok        | 6 | 3  | 0 | 3 | 15 | 13 | +2 | 9  |
| Kaposvári Rákóczi | 6 | 3  | 0 | 3 | 11 | 11 | 0  | 9  |
| FC Fehérvár       | 6 | 1  | 0 | 5 | 7  | 15 | –8 | 3  |

#### Tavaszi negyeddöntő
| Első mérkőzés 2008. március 5. 14:00 |

| BFC Siófok             | 2 – 0               | Zalaegerszegi TE |
| ---------------------- | ------------------- | ---------------- |
| Horváth 48' Bašara 84' | (0 – 0) Jegyzőkönyv | Rácz 90'         |

| Révész Géza utcai stadion, Siófok Nézőszám: 250 Játékvezető: Szilasi Szabolcs (magyar) |

| Visszavágó 2008. március 12. 18:00 |

| Zalaegerszegi TE             | 0 – 0               | BFC Siófok |
| ---------------------------- | ------------------- | ---------- |
| Balázs 27' Tóth 45' Rácz 60' | (0 – 0) Jegyzőkönyv |            |

| ZTE Aréna, Zalaegerszeg Nézőszám: 500 Játékvezető: Bognár Tamás (magyar) |

#### Tavaszi elődöntő
| Első mérkőzés 2008. április 16. 18:00 |

| Debreceni VSC           | 2 – 0               | BFC Siófok     |
| ----------------------- | ------------------- | -------------- |
| Chigou 8' 28' Varga 88' | (2 – 0) Jegyzőkönyv | Miklósvári 90' |

| Oláh Gábor utcai stadion, Debrecen Játékvezető: Vad II. István (magyar) |

| Visszavágó 2008. április 23. 16:00 |

| BFC Siófok     | 0 – 0               | Debreceni VSC |
| -------------- | ------------------- | ------------- |
| Magasföldi 82' | (0 – 0) Jegyzőkönyv | Chigou 64'    |

| Révész Géza utcai stadion, Siófok |

## Külső hivatkozások
- A csapat hivatalos honlapja
- A Magyar Labdarúgó Szövetség honlapja, adatbankja